# Bosc-Bénard-Crescy
Bosc-Bénard-Crescy är en kommun i departementet Eure i regionen Normandie i norra Frankrike. Kommunen ligger i kantonen Bourgtheroulde-Infreville som tillhör arrondissementet Bernay. År 2018 hade Bosc-Bénard-Crescy 439 invånare.

## Befolkningsutveckling
Antalet invånare i kommunen Bosc-Bénard-Crescy
Referens:INSEE